# Polystichum × bicknellii

Polystichum × bicknellii is een hybride tussen de stijve en zachte naaldvaren. Deze kruising is zeer zeldzaam in Nederland. 
De varen staat in licht tot sterk beschaduwde, vochtige, voedselarme, ± stikstofrijke, humeuze, zwak zure tot kalkrijke, meestal stenige zand-, mergel- en puinbodems. Ze groeit in, al of niet beekbegeleidende, loof- en naaldbossen, in bosaanplantingen en struwelen, met name op hellingen en langs greppels, ook op oude muren. De plant kan optreden op plaatsen waar beide oudersoorten in elkaars nabijheid groeien en is in meerdere landen in West-Europa aangetroffen. De eventuele verspreiding buiten West-Europa is nog niet in kaart gebracht wegens onvoldoende gegevens over de verspreiding van zachte naaldvaren.
De triploïde en praktisch steriele kruising is ontstaan uit de diploïde zachte naaldvaren en de allotetraploïde stijve naaldvaren. De laatste is vermoedelijk op zijn beurt ontstaan uit lansvaren en zachte naaldvaren en is door chromosoomverdubbeling in staat fertiele sporen te produceren. Wat grootte betreft is de bastaard forser dan de stamouders, verder is ze op tal van punten intermediair hiertussen.